# Steve Turner

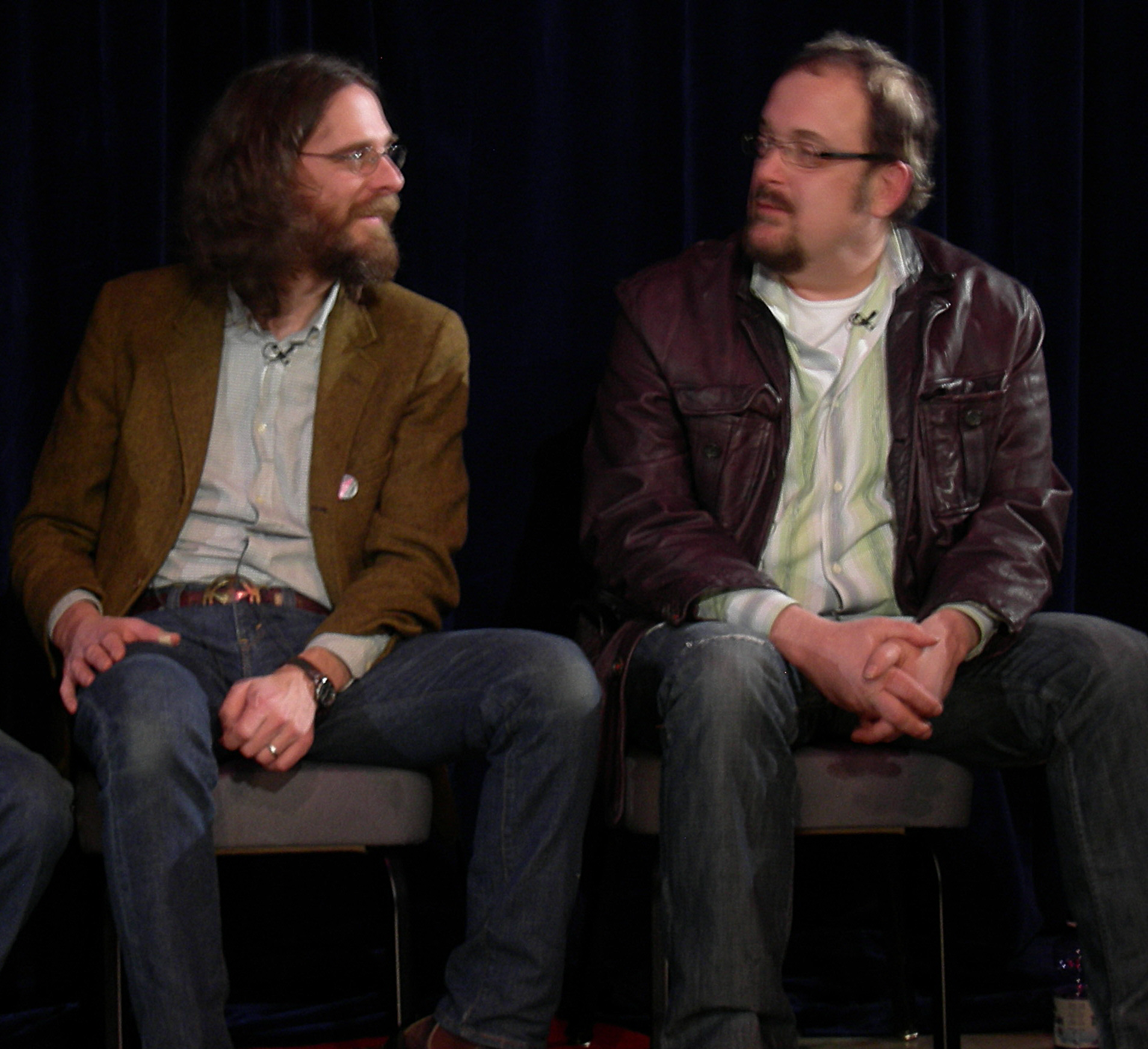
Steve Turner (links) neben dem Produzenten Steve Fisk

Steve Turner (* 23. März 1965 in Seattle) ist ein US-amerikanischer Rockmusiker und Gitarrist der Band Mudhoney und gilt in dieser Eigenschaft als einer der Vorreiter der so genannten Grungebewegung.

## Musikalische Laufbahn
1981 gründete er zusammen mit Scott Warner (Bass), Dave Middelton (Gesang), Charlie Guian (Gitarre) und Mark Arm (Schlagzeug) die Garagenband the Limp Richerds. Des Weiteren spielte er ab 1982 zusammen mit seinem Schulfreund Stone Gossard bei Ducky Boys und stieg 1983 bei Mr. Epp ein, wo Mark Arm als Gitarrist tätig war. Nach seinem Einstieg bei Mr. Epp gründete er noch Spluii Numa mit Charlie Guian (Gitarre), Fufu (Bass), Eric Aisen (Gesang) und einem weiteren Schulfreund, Alex Vincent (Drums). Bis auf Mr. Epp hat keine dieser Combos musikalische Darbietungen für die Nachwelt auf Tonträgern hinterlassen.
Da alle diese Bands kein Weiterkommen versprachen, schloss er sich 1984 mit Mark Arm (Gesang, Gitarre), Alex Vincet (Schlagzeug) und Jeff Ament (Bass) von der aus Montana eingewanderten Hardcoreband Deranged Diction zu Green River zusammen. Turner schlug diesen Namen in Bezug auf den Green River Killer vor. Green River, ab 1985 durch Stone Gossard als zweitem Gitarristen verstärkt, wurden bald, zusammen mit Soundgarden, zu den bekanntesten Szenegrößen. Ende 1985 verließ Turner Green River aufgrund unterschiedlicher musikalischer Meinungen und wegen schulischer Verpflichtungen. Er spielte nebenbei bei den Throwns Ups Gitarre. Als sich Green River am 31. Oktober 1987 auflösten, vereinigte er sich mit Mark Arm zu Mudhoney, wo er bis auf eine kurze Ausnahme (Juli 1999 bis Januar 2001 als Bassist) die Leadgitarre spielt.

## Musikalischer Stil
Turners musikalischer Stil hat seinen Ursprung bei den Stooges, den MC5 und der früheren Seattle Punkband Sonic.

## Musikalischer Einfluss
Sein Einfluss prägt er hauptsächlich nicht durch sein Gitarrenspiel, sondern eher durch seine Anti-Star-Einstellung, welche auch Mark Arm anliegt. Dieses Verhalten zeigte sich schon bei Green River und er hat es bis dato behalten. Kurt Cobain war von dieser Haltung angetan.

## Privatleben
Steve Turner studierte Anthropologie an der Western Washington University. Er hat einen Sohn und betreibt neben seiner musikalischen Karriere einen Versandhandel für Tonträger.

## Veröffentlichungen
- The Beatles – A Hard Day’s Write. Die Storys zu allen Songs. Rockbuch, ISBN 978-3-941376-12-0.